# بيلي كير
بيلي كير (بالإنجليزية: Billy Kerr)‏ (و. 1945 – 2012 م) هو راكب دراجة هوائية أيرلندي، ولد في بيليمينا، شارك في الألعاب الأولمبية الصيفية 1980، توفي عن عمر يناهز 67 عاماً.

## روابط خارجية
- بيلي كير على موقع أرشيف الدراجات (الإنجليزية)
- بيلي كير على موقع إحصائيات الدراجات الإحترافية (الإنجليزية)
- بيلي كير على موقع أوليمبيديا (الإنجليزية)